# Plaza de Ruiz y Zapata
La Plaza de Ruíz y Zapata, sitio fundacional de la ciudad de Sonsón, es el centro político, cultural y social del municipio. 
Se encuentra ubicada en el corazón del centro histórico, rodeada al costado nororiental por la Calle Real o de La Loma, al noroccidental por la Calle del Cabildo; al suroriental por la Calle del Rosario y al sur occidental por la Calle de Llanogrande. A partir del costado norte de la plaza, las carreras 6ª y 7ª constituyen los ejes comerciales de la ciudad. A su alrededor, se encuentran varios de los principales edificios de la ciudad. Entre ellos la Casa Consistorial, la Catedral de Nuestra Señora de Chiquinquirá, la Casa de la Música “Mercedes Ramos T.”, entre otros.
La plaza principal y sus alrededores han sido el epicentro de los principales acontecimientos históricos de Sonsón, entre ellos la fundación, la primera eucaristía, la invasión de los ejércitos liberales y la conspiración política que llevó a la presidencia del Estado de Antioquia a Pedro Justo Berrío.

## Historia

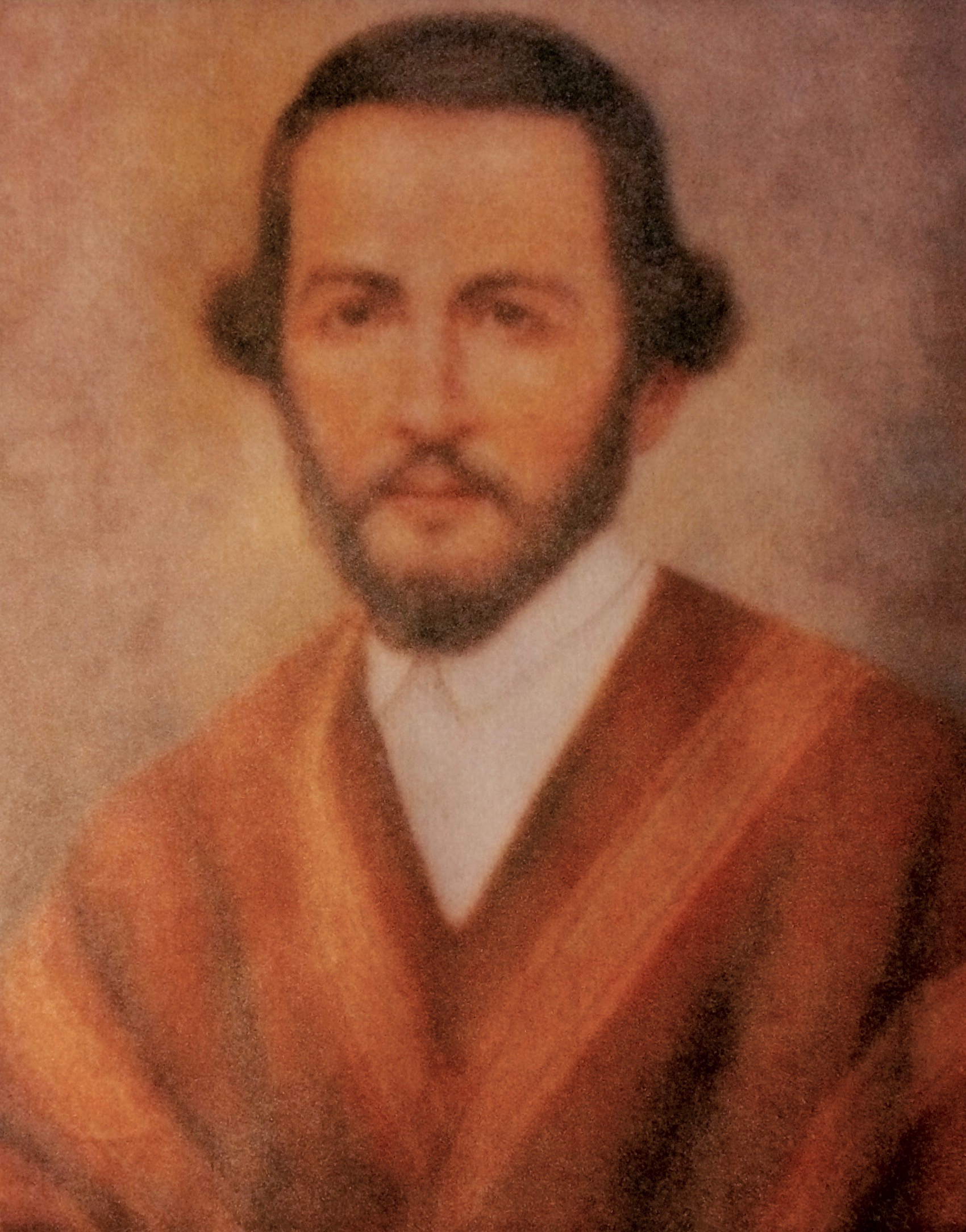
José Joaquín Ruíz y Zapata, fundador de Sonsón.

### Toponimia
La de Sonsón a diferencia de la mayoría de plazas de otros municipios del país, que toman por nombre el apellido del libertador Simón Bolívar, recibe su nombre desde hace más de 140 años, del juez poblador y fundador de la ciudad, don José Joaquín Ruíz y Zapata; hecho íntimamente ligado al protagonismo de este espacio en la génesis de la ciudad. Siendo el epicentro del desarrollo urbano del municipio y de la legitimación de la empresa colonizadora.

### Orígenes
Tras el fracaso de la primera fundación de la ciudad en la Loma de Maitamá, en cercanías del río Aures a causa de la mala calidad de las tierras y la discordia entre los colonos; y tras diversas gestiones para elegir un nuevo emplazamiento para la fundación, el juez poblador, José Joaquín Ruíz y Zapata, fue avisado por los señores Alejandro Ocampo y Basilio Aguirre del descubrimiento de una mina de oro en los valles altos de Sonsón, cerca a un sitio apropiado para levantar un poblado. La noticia motivó al juez poblador a confiar a su hermano José Pablo María, y a Fernando Arias Bueno, la preparación de la expedición en compañía de 42 exploradores al mencionado altiplano. Partiendo desde la ciudad de Rionegro, y al cabo de tres días de viaje, llegaron al sitio indicado por Ocampo y Aguirre; asentándose en cercanías del actual parque cementerio. Allí realizaron la primera roza común y posteriormente la apertura de una trocha a Maitamá, para trasladar a las mujeres que permanecían allí.
El 26 de julio de 1800 llegó don José Joaquín Ruíz y Zapata como juez poblador al sitio en el que se establecieron los exploradores. En compañía de algunos representantes de los colonos inspeccionó varios sitios a fin de seleccionar el paraje apropiado para la fundación. Al fin, y de común acuerdo, se tomó la decisión de trazar el poblado al pie del Capiro.
El 4 de agosto de 1800, mediante acta de fundación manuscrita en el libro primero de la ciudad, se declaró fundada la nueva colonia de San José de Ezpeleta de Sonsón. Fue el primer acto público realizado en la plaza mayor; al que siguió la erección de un modesto altar a San José, patrono del naciente poblado, y, a falta de cura, el juez poblador dirigió unas palabras a los exploradores referentes a las virtudes del santo patrono, exhortándolos a ser temerosos de Dios y amigos del trabajo. 
Entre las disposiciones, se registra sobre la plaza mayor lo siguiente:

«Primeramente, hordeno y mando A todos aquellos que se les entregare solares en la plasa hagan sus casas lo menos de doce baras con su altor y anchor correspondiente, vien Armadas para el lucimto de ella.»

«En dicho dia yo dicho juez acompañado de los mismos vesinos, hice cuadrar la plasa la qe quedo de ciento diez y seis varas en quadro, con sus ocho calles; y de allí pasé con los mismos a demarcar el terreno de la iglesia (...) hecho esta diligencia pasé con los mismos a demarcar el terreno para la Casa Real (...)»

### Época independentista

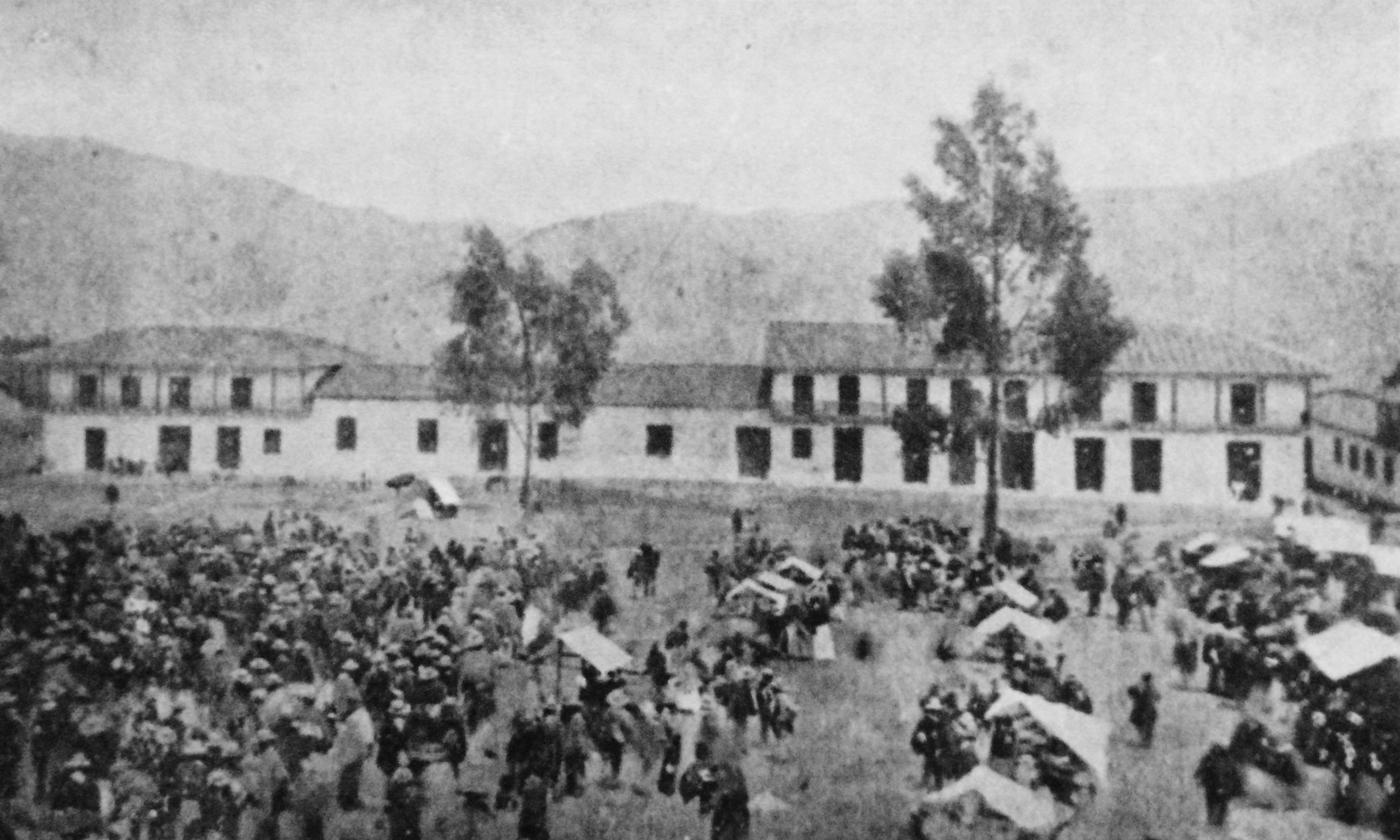
Costado oriental de la plaza en 1872; se observa aún la morfología colonial y la ausencia de ornato.

En 1813 se celebraron las primeras elecciones de que haya noticia en Sonsón. Ese mismo año, partieron de la Plaza de Ruíz 47 voluntarios a engrosar las huestes libertadoras, quedando constancia de su participación en la victoria de la batalla de Río Palo el 5 de julio de 1815. Evento similar se repite en 1819 con rumbo a la campaña de la costa atlántica.
En 1841, durante la Guerra de los Supremos, se convocó en la plaza una manifestación popular para reunir soldados; al mando del general Braulio Henao, salieron entre otros la heroína María Martínez de Nisser. Varios años después, en noviembre de 1863, en su casa de la Plaza de Ruíz, Gregorio Gutiérrez González conspiró junto a otras personalidades para llevar a la presidencia del Estado al Dr. Pedro Justo Berrío. 
Finalizando la década de los 70´del siglo XIX, el general Tomás Rengifo, presidente del Estado de Antioquia, tomó la ciudad y es protagonista junto con su ejército de actos inmorales en la iglesia parroquial y sus inmediaciones.

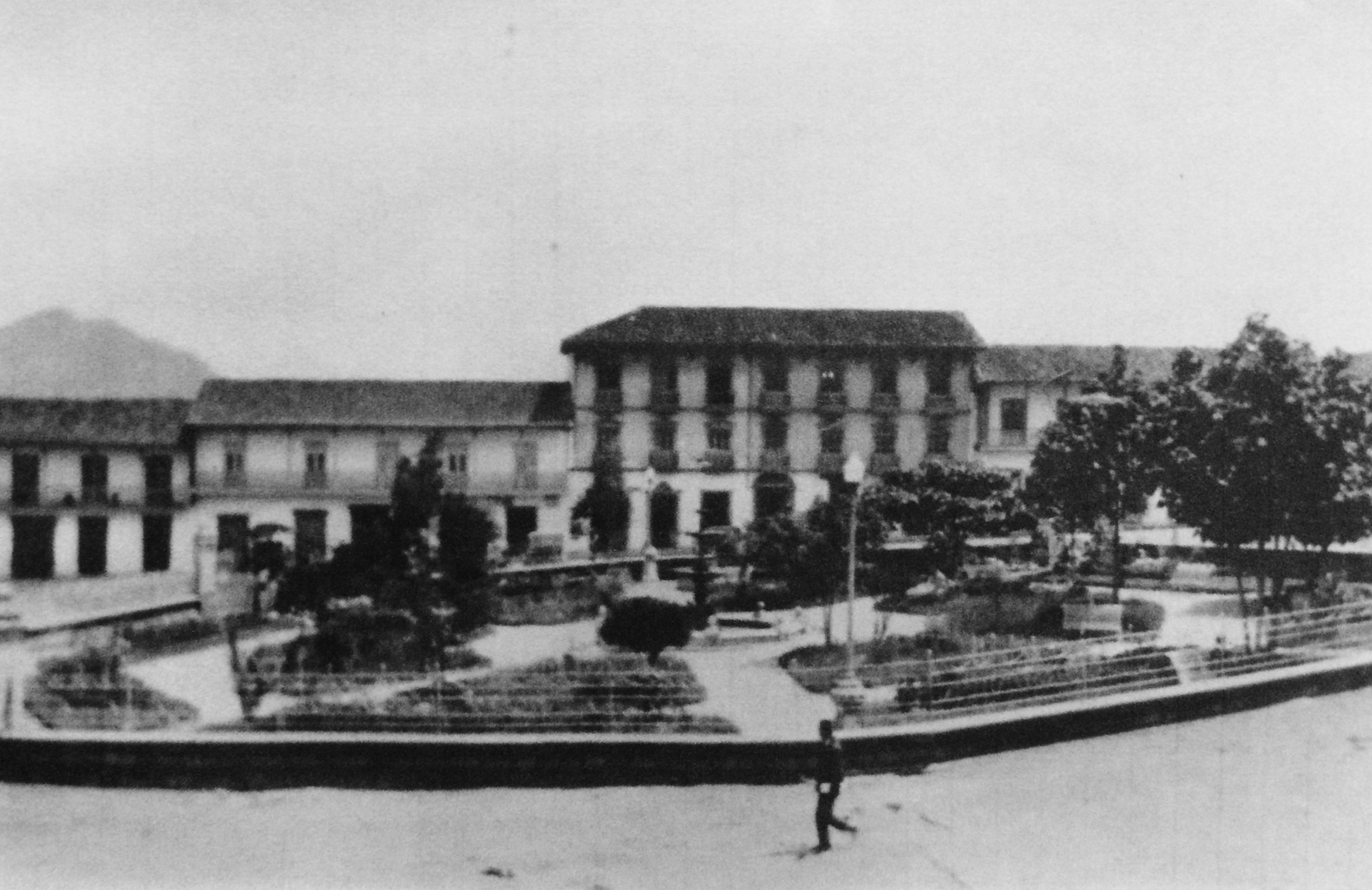
La plaza con parque central de estilo inglés en la década de 1920. permanecía en su centro la pila de agua donada por Lorenzo Jaramillo.

Hasta este momento, y dada la concepción de la plaza española como explanada, la Plaza de Ruíz no poseía elementos significativos; era un espacio libre con suelo en tierra y unos pocos árboles nacidos de manera silvestre.

### sigloXX
Las primeras modificaciones importantes a la plaza sucedieron a partir de 1914 con la creación de la Sociedad de Mejoras Públicas. Entre las tareas que la institución abordó para la adecuación de la plaza, estuvo la construcción de un jardín central enrejado, con bancas y lámparas, adornado por una pila de agua en bronce traída de París por el magnate sonsonés Lorenzo Jaramillo Londoño a finales del siglo XIX. A mediados de la década de 1930, el botánico y científico Joaquín Antonio Uribe plantó diversas especies arbóreas en el parque, entre las que se encontraban una secoya y dos palmas de cera del Quindío. 10 años después el enrejado fue modificado y la pila de agua trasladada a la Plazuela Gutiérrez González, a propósito de la instalación de una estatua pedestre de Bolívar en el centro de la plaza.

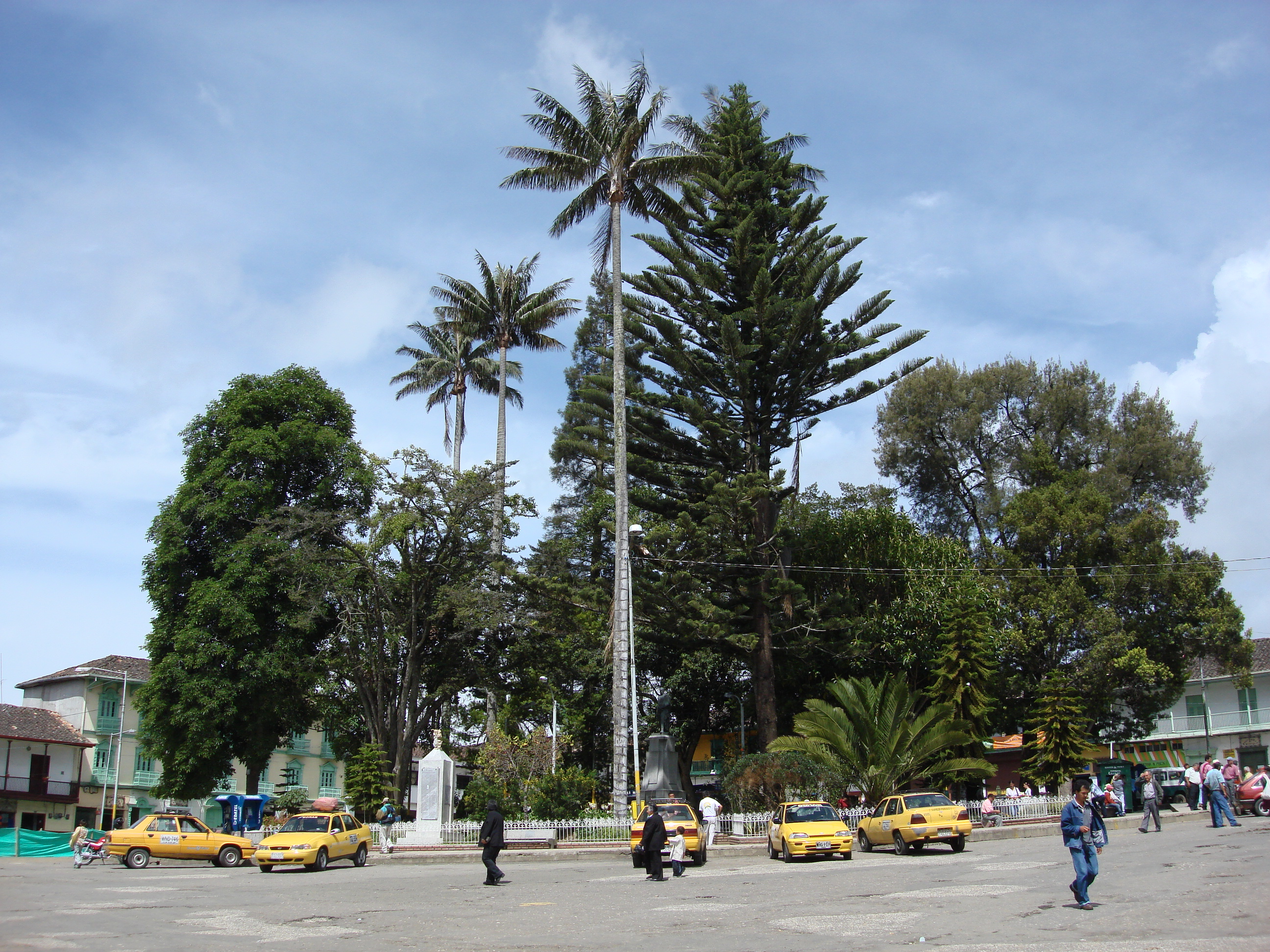
Aspecto de la plaza principal antes de la remodelación de 2006.

Para dicha modificación se obtuvieron bancas en concreto y el empedrado primitivo dio paso a pisos en concreto. Años más tarde se asfaltó la totalidad del perímetro del parque en pleno auge del automóvil. 
En 1962 sufre graves averías la Catedral de granito, lo que obliga a una posterior implosión para la que fue necesario evacuar gran parte de la ciudad.

### sigloXXI

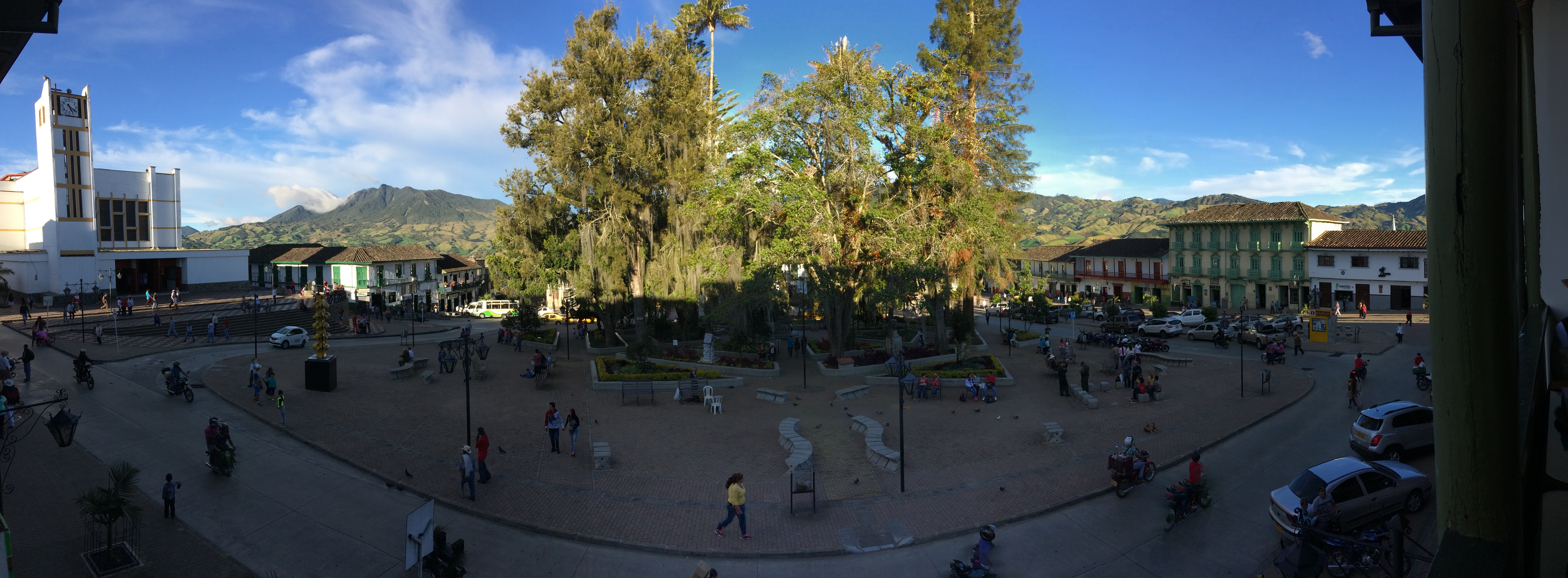
Panorámica de la plaza en la actualidad.

En el año 2000, con motivo de los 200 años de Sonsón, se erigió en el costado oriental de la plaza un monumento conmemorativo a los fundadores de la ciudad. 4 años más tarde se celebraron los 90 años de la SMP y se levantó un monumento en su honor con bloques de granito de la antigua Catedral. Ese mismo año inició la remodelación de la plaza, recuperando gran parte del espacio público para la circulación peatonal, con planos del arquitecto Carlos Andrés Flórez; dicha remodelación fue dada al servicio en diciembre de 2007. El 23 de diciembre de 2011, gracias a las gestiones del periodista Humberto Castillo Valencia, y el criterio del arquitecto Laureano Forero y el crítico de arte Samuel Vásquez, la gobernación de Luis Alfredo Ramos donó la escultura "Maíz", obra de Édgar Negret, misma que fue colocada en el costado nororiental de la plaza, justo al frente de la Catedral de la Diócesis. En marzo de 2012 se construyó un nuevo monumento para honrar la memoria de la heroína de Salamina, María Martínez de Nisser.

## Descripción actual
| Características de la Plaza de Ruíz y Zapata | |
| Forma:                                       | Rectangular, con lados mayores entre las calles 6ª y 7ª |
| Superficie:                                  | 13.600 m² |
| Longitud:                                    | 170 m de largo por 80 m de ancho |
| Obras de arte:                               | Monumento a Bolívar (Constantino Carvajal; réplica del Bolívar de Pietro Tenerani) Maíz (Édgar Negret) Busto de María Martínez de Nisser (Santiago Ocampo) Monumento a la Sociedad de Mejoras Públicas. Monumento a los fundadores de la Ciudad. Monumento al bicentenario de Sonsón. |
| Infraestructura y equipamiento:              | Iluminación, bancos, reloj mecánico en la Catedral, mástil de banderas |
| Especies arbóreas:                           | Secuoya, Palma de Cera del Quindío, Guayacán amarillo, Siete Cueros, entre otras. |
| Otras características:                       | Pasaje transversal en el centro del costado norte (Pasaje del Ventarrón). |

### Actualidad
En la cotidianidad, la plaza está ocupada por algunos emboladores, empleados de comercios vecinos, funcionarios públicos y ciudadanía en general que tienen en ella un punto de encuentro y esparcimiento. Los sábados llegan, provenientes de todas las zonas del municipio, camiones de escalera con campesinos que se abastecen en el municipio de los víveres, y comercian sus productos.
En cuanto a las especies arbóreas, destaca la Palma de Cera del Quindío, ubicada cerca al costado nor oriental, el Siete Cueros; desde el 2001, árbol insignia de la ciudad; y en el costado sur occidental, la Secuoya, originaria de Norteamérica y plantada hace más de 80 años.
En la plaza se encuentran ubicadas varias obras de arte, entre las que destacan particularmente la réplica del Bolívar de Tenerani realizada en bronce por Constantino Carvajal y donada por Emiliano Álvarez en 1948, que adorna el centro del espacio público, y la obra "Maíz", de Édgar Negret, donada por la gobernación de Luis Alfredo Ramos en el 2011 e instalada frente a la Catedral.

### Patrimonio artístico
En la actualidad, la plaza cuenta con 6 monumentos repartidos en diferentes lugares del parque central, pertenecientes a diferentes épocas y con diferentes motivos. La réplica del Bolívar de Tenerani, está elaborada en bronce y tiene un pedestal en mezcla de concreto y granito, en cuya base se puede leer: "BOLIVAR Padre de la Patria/ Hijo de la Gloria/ Espíritu de la Libertad"; el monumento al Maíz, obra de Édgar Negret, es una composición de metal doblado y cromado, con base en mármol negro; el monumento a los Fundadores de la ciudad evoca un obelisco rematado por una figura que mezcla la morfología del maíz y un rostro humano; el monumento al bicentenario es una composición elaborada con mármoles de la antigua Catedral, de igual modo, el monumento a la S.M.P. se compone de mampostería del mismo edificio, y El monumento a María Martínez de Nisser, consta de un pedestal en concreto rematado por el busto de la heroína.  

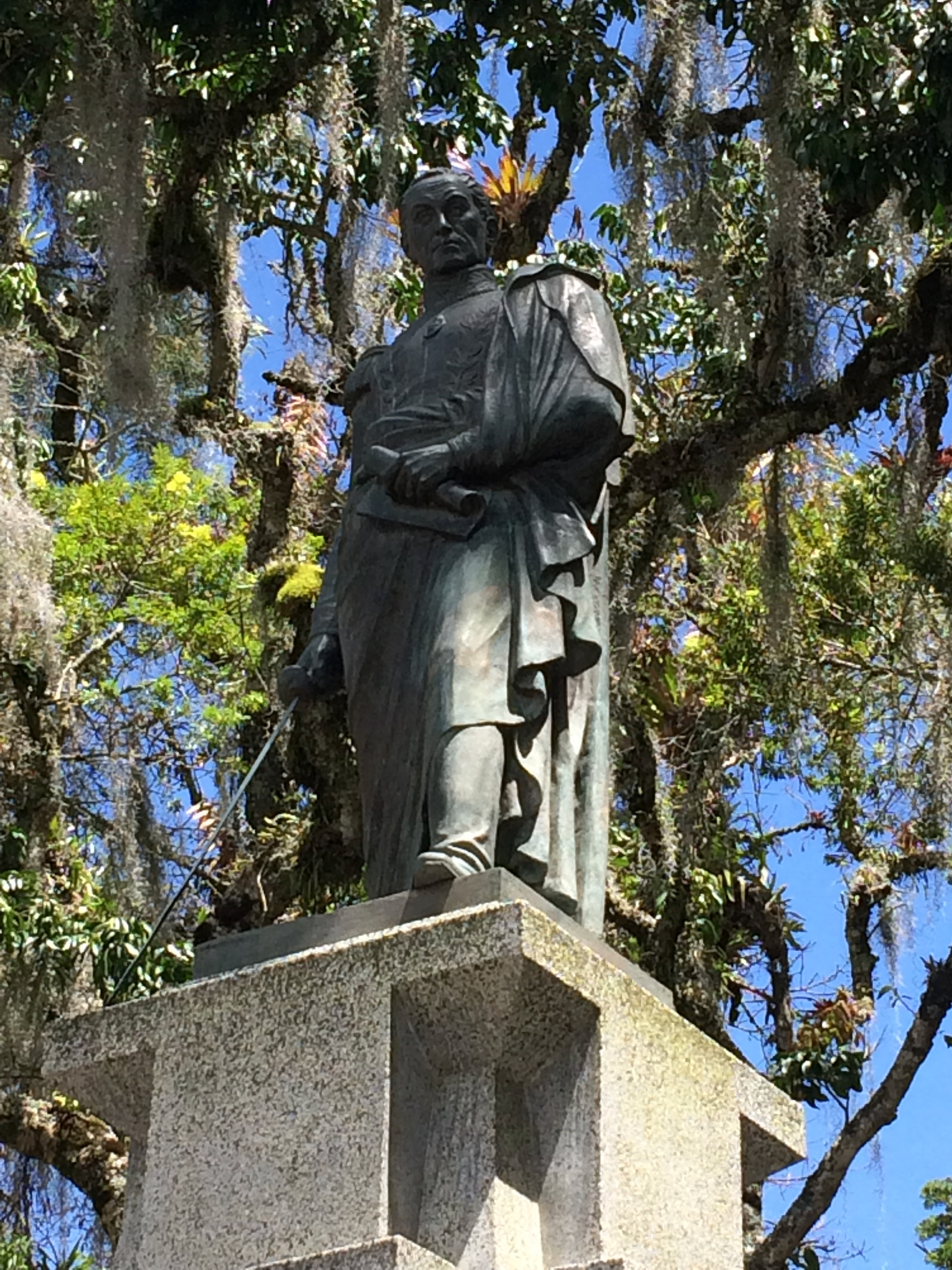
Bolívar pedestre
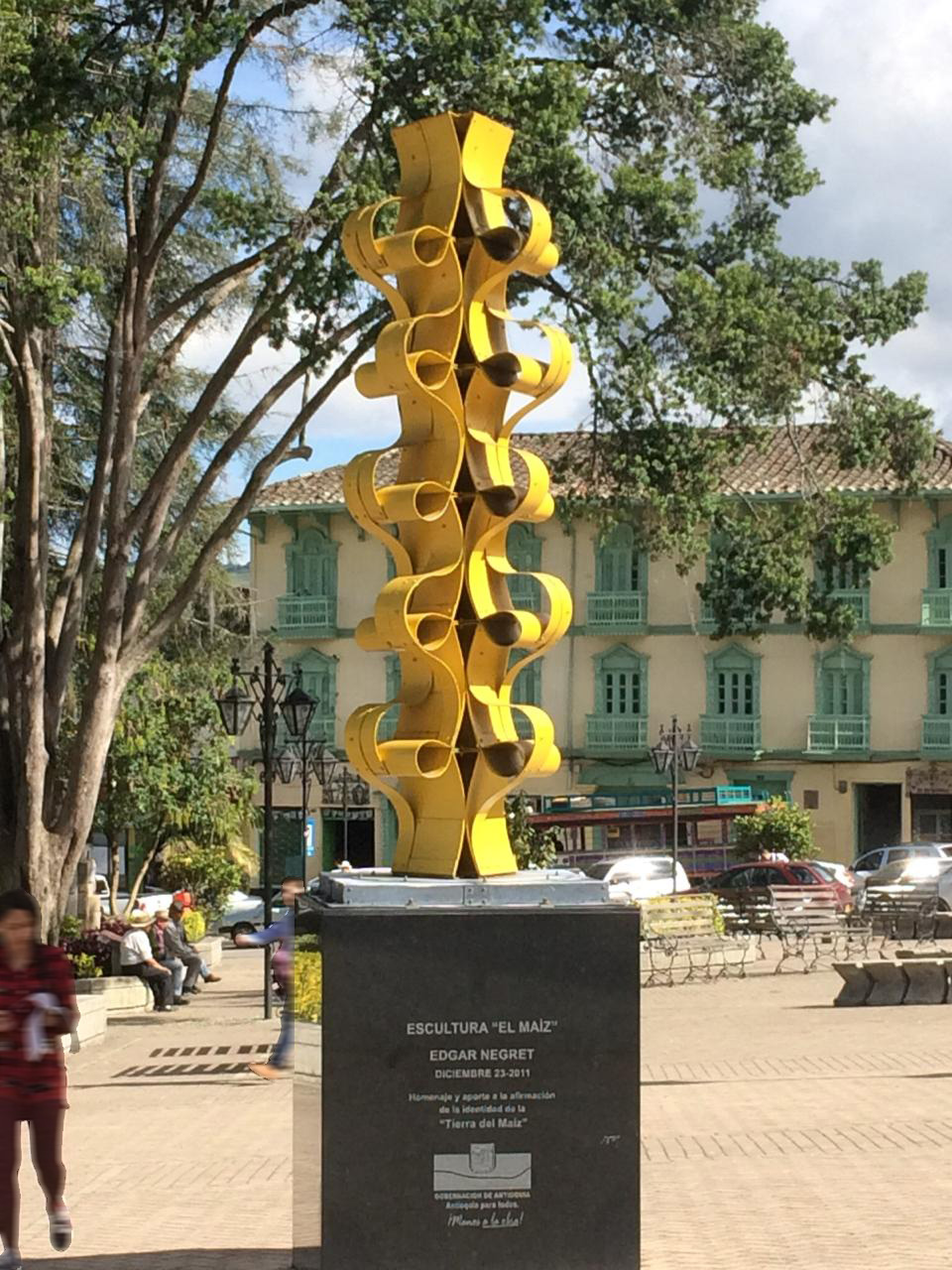
Monumento al maíz
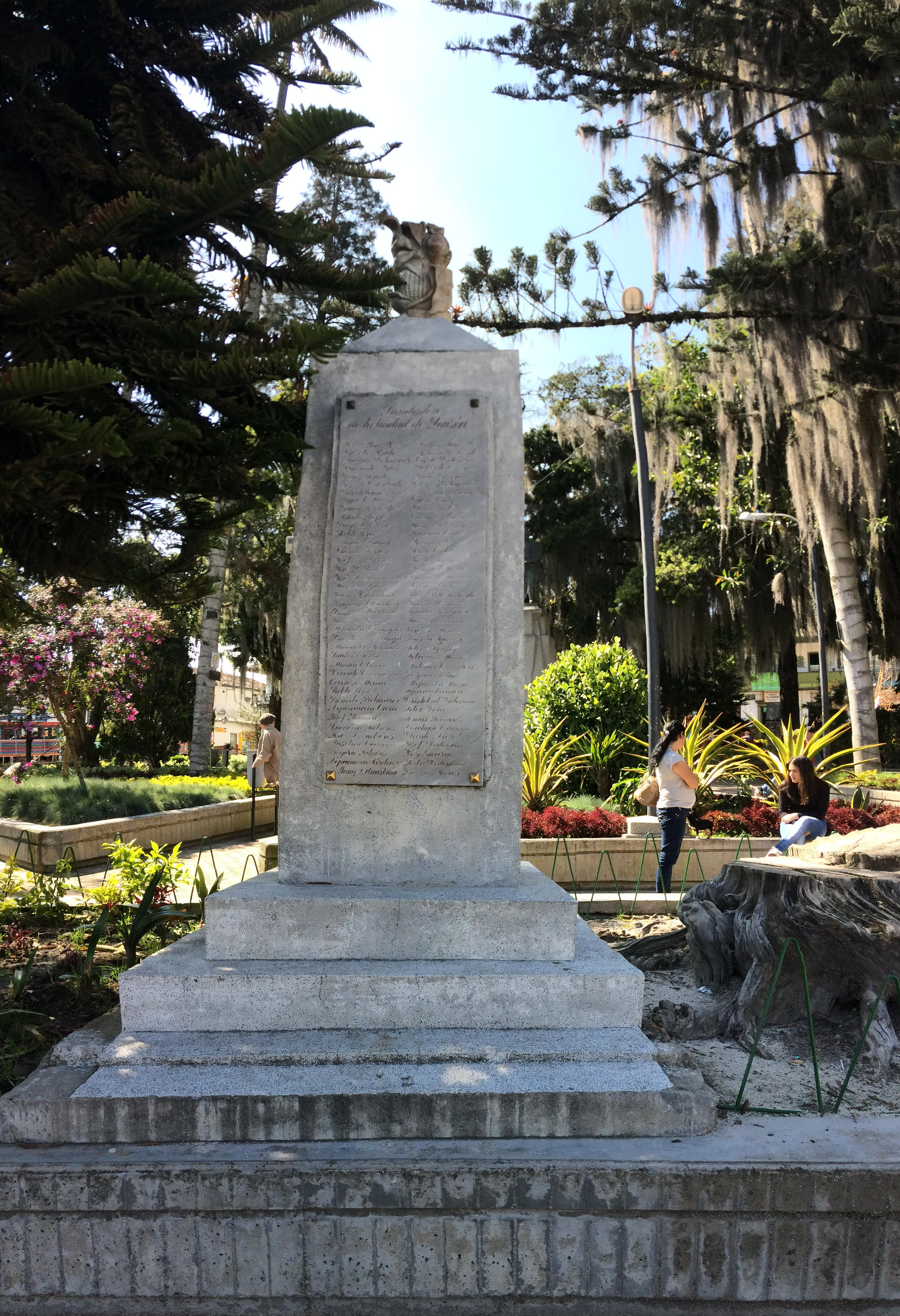
Monumento a los fundadores
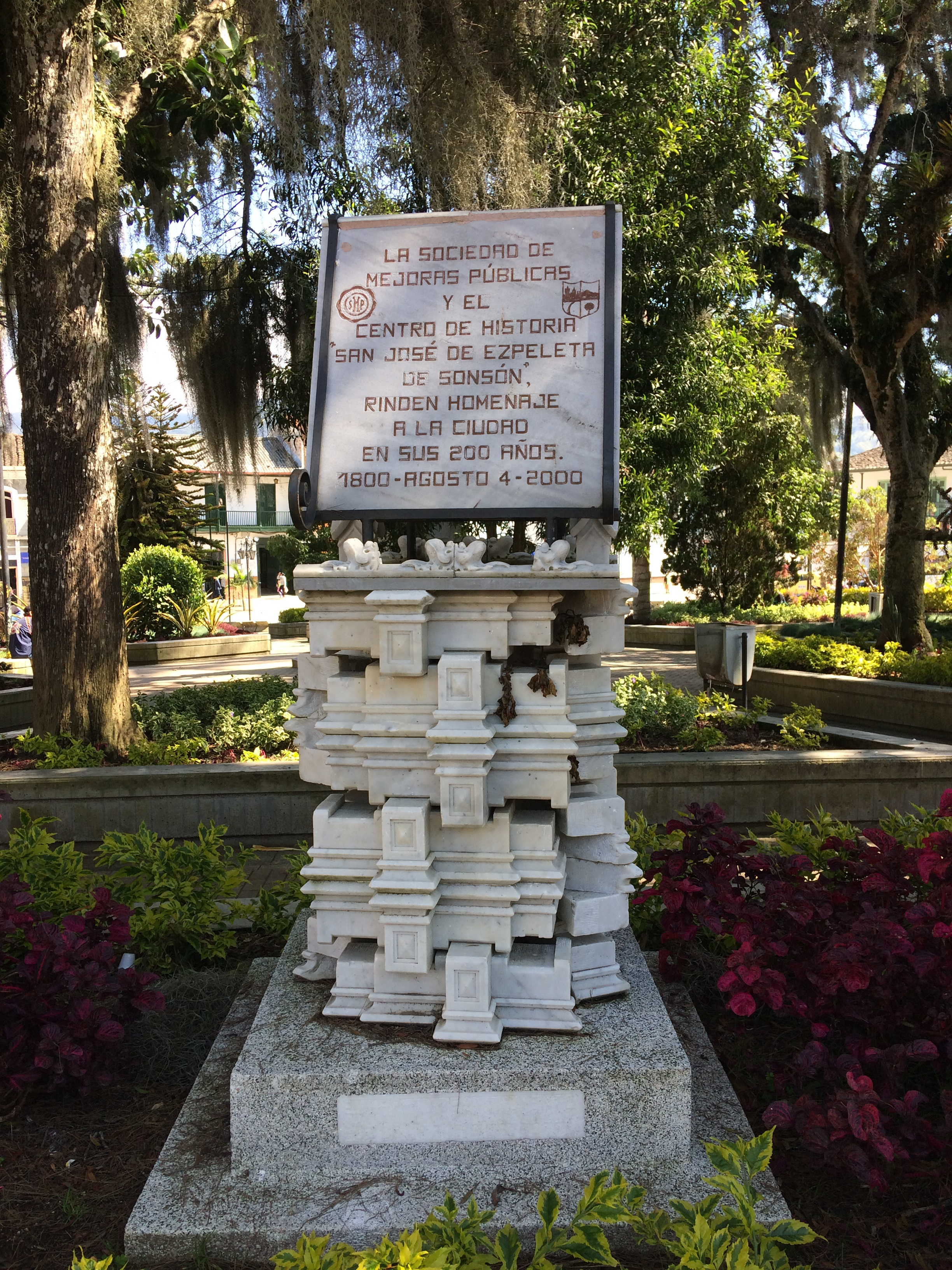
Monumento al bicentenario de Sonsón
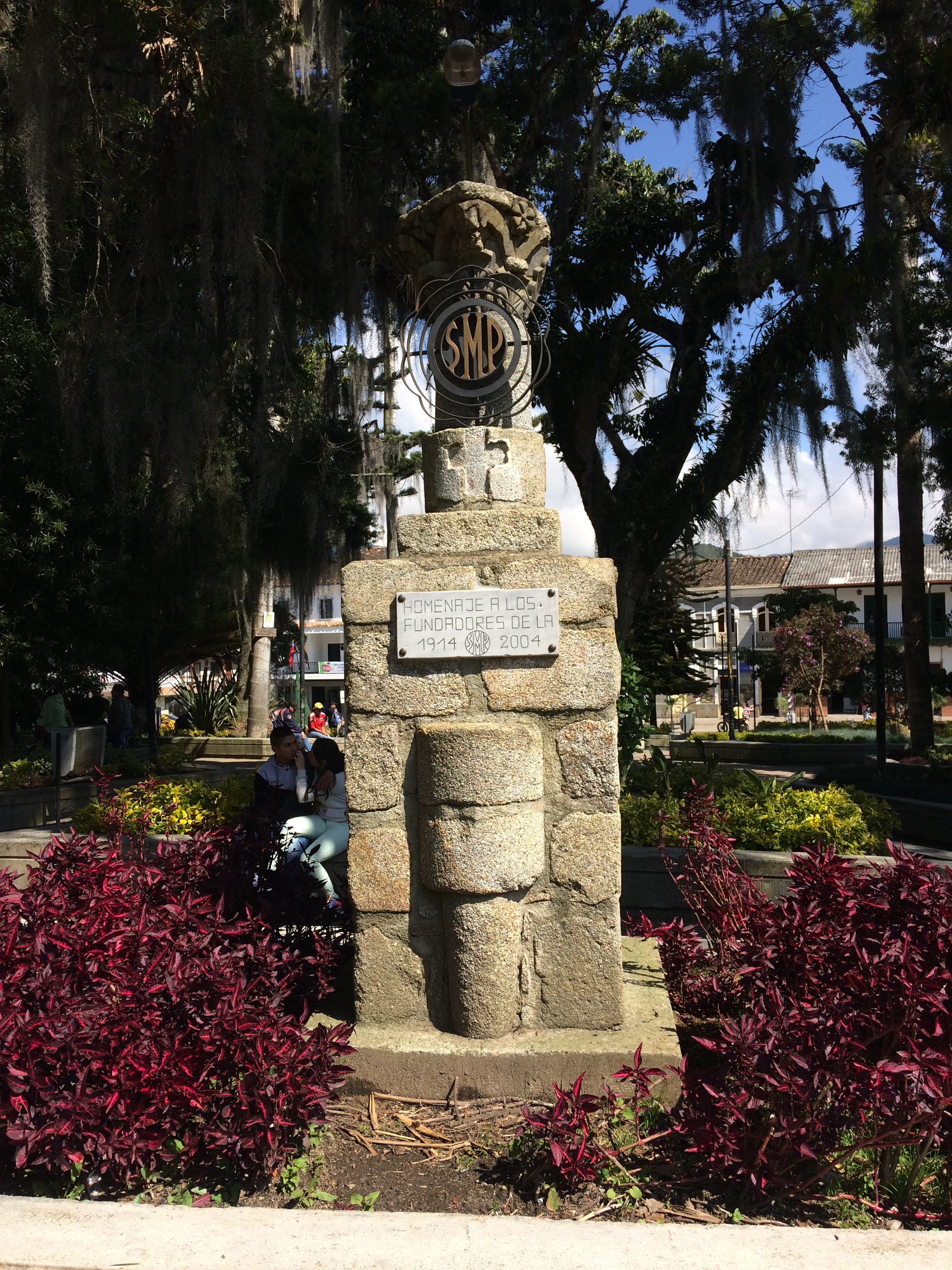
Monumento a la S.M.P.
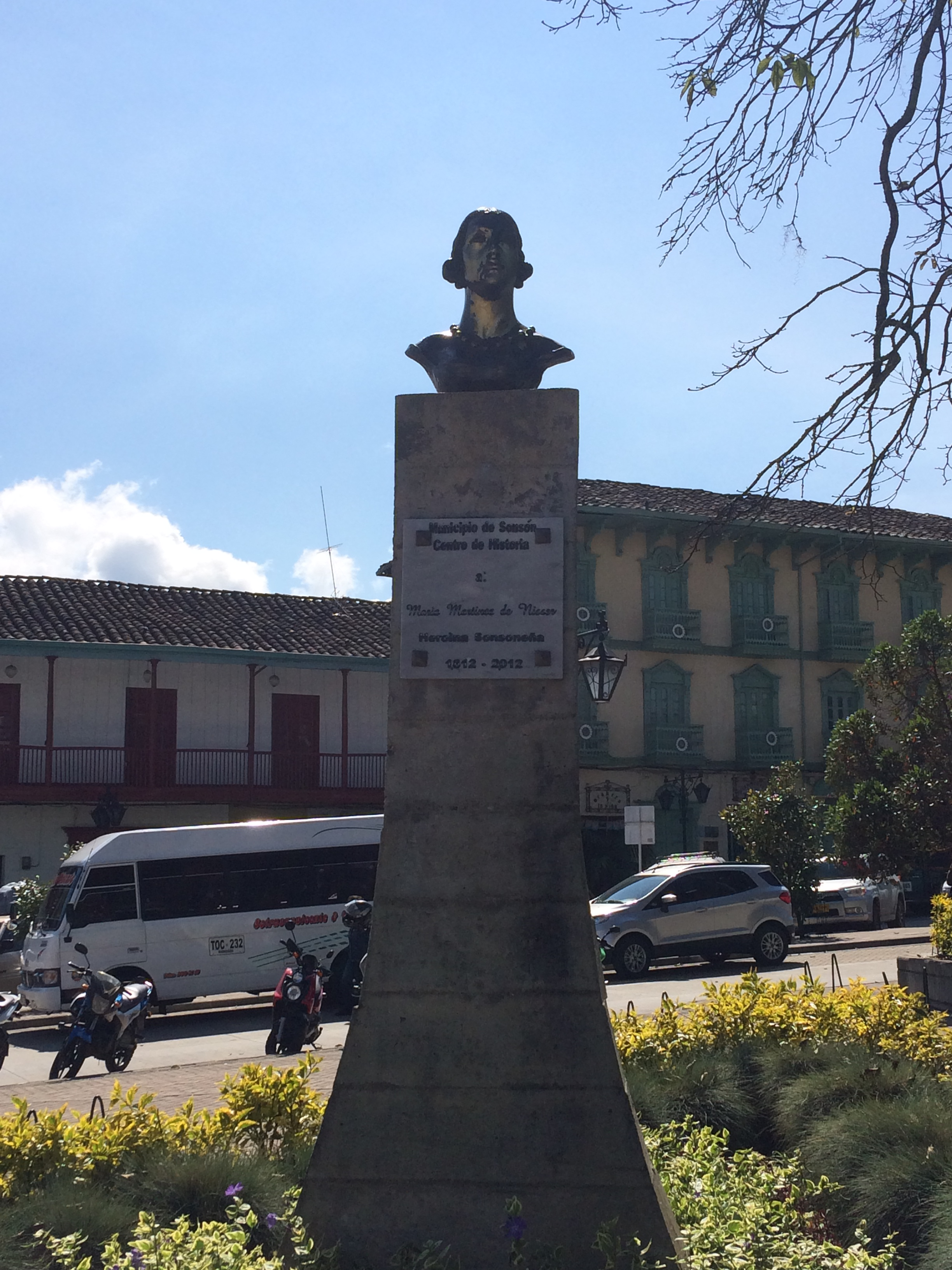
Monumento a María Martínez